# Naturalis historia
La Naturalis historia (Storia naturale, dal latino, propriamente "Osservazione della natura") è un trattato naturalistico in forma enciclopedica scritto da Plinio il Vecchio.

## Struttura
Nella forma giunta sino a noi, la Historia è costituita da 37 libri, il primo dei quali comprende una prefazione e un indice, nonché una lista di fonti che inizialmente precedeva ciascuno dei libri. Successivamente l'opera tratta di astronomia, fisica e scienze della Terra (la struttura del mondo e i quattro elementi: libro II; geografia: libri III-VI), di biologia (l'uomo: libro VII; fauna e flora: libri VIII-XXXII) e di materiali e arte (libri XXXIII-XXXVII). Plinio dedica inoltre ampio spazio ai rimedi medicinali (quelli derivanti da fauna e flora sono concentrati tra libro XXIV e XXXII, mentre quelli dei materiali sono sparsi nei relativi libri) e fa frequenti riferimenti al mito e al fantastico, pur criticando superstizioni e magia in campo medico, religioso e astrologico. La conclusione dell'ultimo libro contiene una comparazione di quanto esiste in natura e la descrizione dell'Italia come il paese migliore tra le terre del mondo.
L'organizzazione per ciascun libro è la seguente:
| Libro | Contenuto                                                                       |
| ----- | ------------------------------------------------------------------------------- |
| I     | Prefazione, indice e bibliografia                                               |
| II    | Astronomia e meteorologia                                                       |
| III   | Geografia del Mediterraneo occidentale                                          |
| IV    | Geografia del Mediterraneo orientale                                            |
| V     | Geografia dell'Africa, Medio Oriente, Cappadocia, Regno d'Armenia, Cilicia      |
| VI    | Geografia dell'Asia                                                             |
| VII   | Antropologia e Psicologia umana                                                 |
| VIII  | Zoologia degli animali terrestri                                                |
| IX    | Zoologia degli animali marini                                                   |
| X     | Zoologia, ornitologia o animali aerei, riproduzione animale e i cinque sensi    |
| XI    | Zoologia, insetti, Zoologia comparata e tentativo di tassonomia                 |
| XII   | Botanica, piante esotiche, profumi, specie dell'India, Egitto, Mesopotamia ecc. |
| XIII  | Botanica, comprese le piante acquatiche                                         |
| XIV   | Botanica, la vite e il vino                                                     |
| XV    | Botanica, l'ulivo, l'olio e i suoi usi, frutta e noci                           |
| XVI   | Botanica, con altri alberi ed erbe                                              |
| XVII  | Arboricoltura, frutteti e succhi                                                |
| XVIII | Come tenere una fattoria                                                        |
| XIX   | Giardinaggio e piante ornamentali, altri vegetali, erbe ed arbusti              |
| XX    | Erboristeria, altre piante e arbusti da giardino                                |

| Libro  | Contenuto |
| ------ | --- |
| XXI    | Fiori e floricoltura |
| XXII   | Botanica, miscellanea di piante |
| XXIII  | Botanica, piante medicinali e proprietà o virtù delle diverse piante, vini, aceti e frutti                                           |
| XXIV   | Medicina, proprietà medicinali di alberi ed erbe                                                                                     |
| XXV    | Medicina, proprietà medicinali delle erbe, farmacologia                                                                              |
| XXVI   | Medicina, arbusti medicinali |
| XXVII  | Medicina, erbe medicinali in ordine alfabetico                                                                                       |
| XXVIII | Medicina, usi medici dei prodotti animali                                                                                            |
| XXIX   | Medicina, usi medici dei prodotti animali (continua)                                                                                 |
| XXX    | Preambolo sopra la magia; altri usi medicinali di prodotti animali                                                                   |
| XXXI   | Medicina, usi medicinali di prodotti del mare: sali, piante, spugne ecc.                                                             |
| XXXII  | Medicina, usi medicinali di animali marini                                                                                           |
| XXXIII | Mineralogia e metallurgia dell'oro, argento,mercurio e rame                                                                          |
| XXXIV  | Mineralogia e metallurgia del bronzo; scultura                                                                                       |
| XXXV   | Mineralogia, usi della terra, pigmenti, discussione sull'arte della pittura e dell'uso dello zolfo                                   |
| XXXVI  | Mineralogia, lapidario; scultura, architettura, obelischi, piramidi, labirinti, creta, argilla, sabbia, pietra, vetro, uso del fuoco |
| XXXVII | Mineralogia, cristallo di rocca, ambra, gemme, diamante, pietre semipreziose, ecc.                                                   |

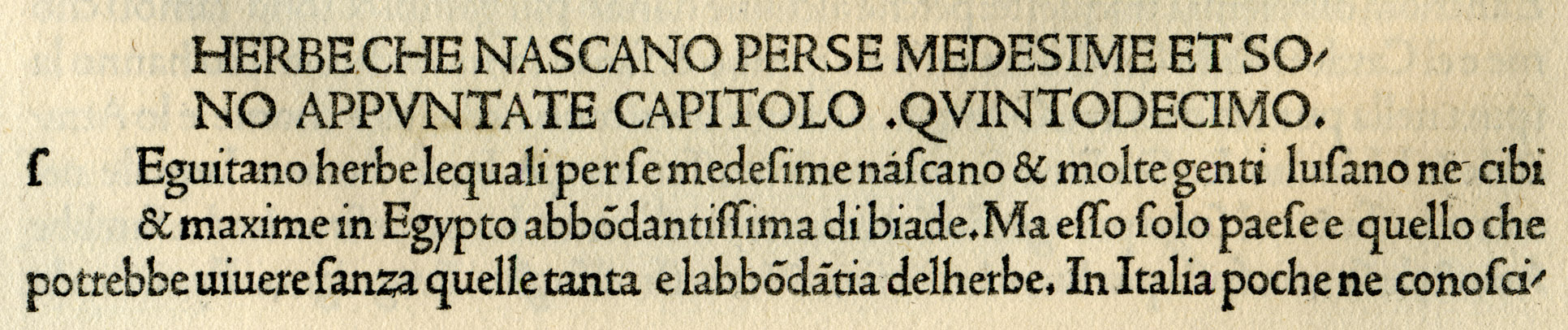
Edizione 1476 in fiorentina (Nicolas Jenson)

Sembra che Plinio abbia pubblicato i primi dieci libri nel 77 e si sarebbe preoccupato di rivedere e ampliare il resto durante i restanti due anni della sua vita. La sua opera fu probabilmente pubblicata con scarsa o nessuna revisione da parte del nipote, Plinio il Giovane, che quasi trent'anni dopo, riportando la storia di un delfino addomesticato e la descrizione dell'isola galleggiante del lago Vadimone, sembra dimenticare che entrambe si trovano nell'opera dello zio (II 209, IX 26). Il Giovane descrive la Naturalis historia come una Naturae historia, e la caratterizza come "un'opera erudita e piena di materiale, e tanto variegata, come la stessa natura".
La mancanza di una revisione finale può spiegare parzialmente le molte ripetizioni, alcune contraddizioni, gli errori nei passi trascritti dagli autori greci e l'inserimento di note a margine in pagine non corrette del testo.

## Fonti e stile

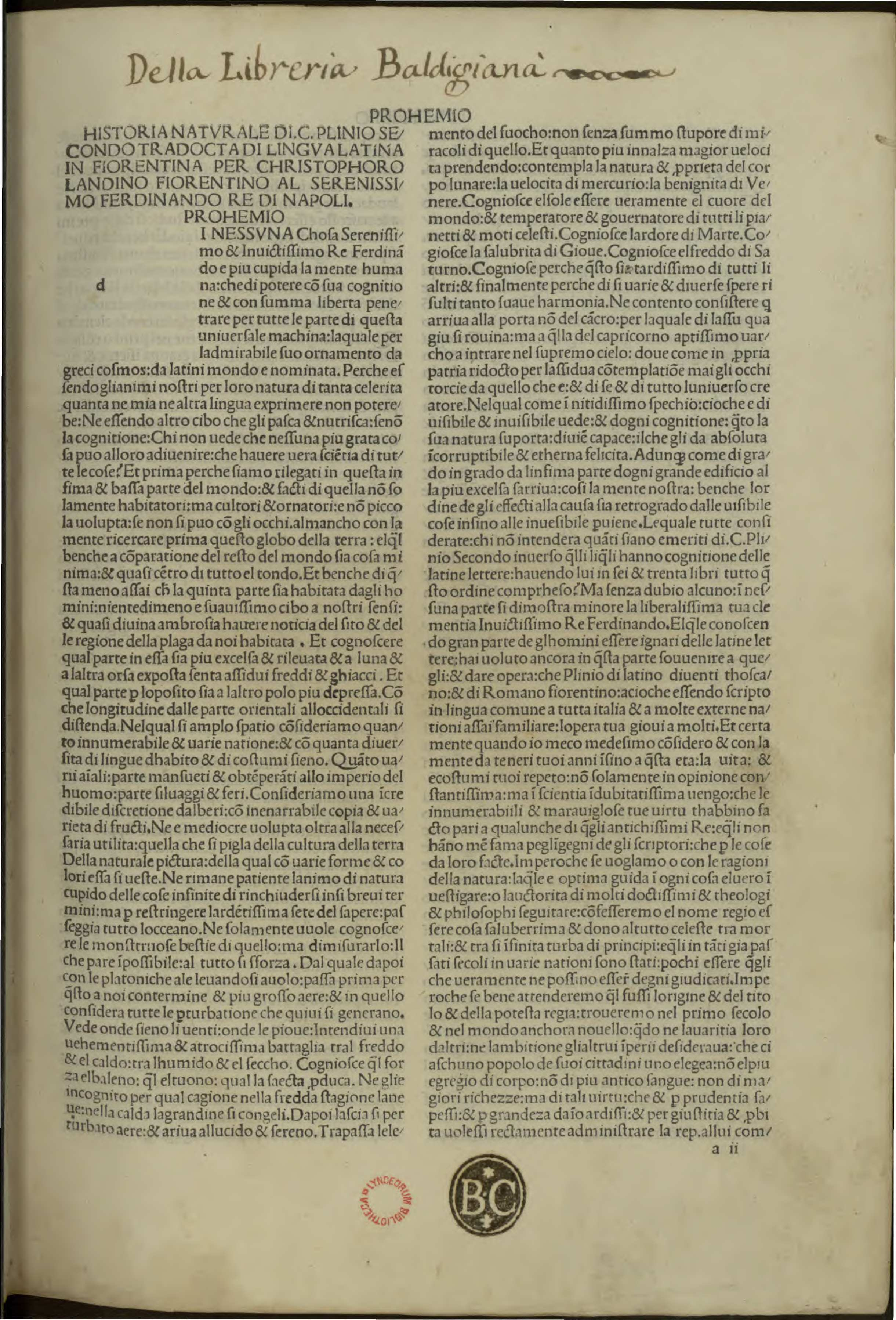
Incipit della Historia naturale tradocta di lingua latina in fiorentina per Christophoro Landino fiorentino, nell'edizione del 1476.

Nella prefazione, l'autore afferma di avere raccolto ventimila fatti estratti da circa duemila libri e da cento autori selezionati. Le liste che a tutt'oggi esistono delle sue fonti giungono a molto più di quattrocento, tra cui centoquarantasei fonti romane e trecentoventisette greche, così come altre fonti di informazione. Le liste, come norma generale, seguono l'ordine del tema di ogni libro, come è stato chiaramente dimostrato nella Disputatio di Heinrich Brunn (Bonn, 1856).
La fonte principale di Plinio è Marco Terenzio Varrone. Nei libri geografici, Varrone è confrontato e complementato con i commenti topografici di Agrippa che furono completati da Augusto. Per la zoologia si basa in gran parte su Aristotele e Giuba II, l'erudito re di Mauretania, studiorum claritate memorabilior quam regno (v. 16). Giuba è inoltre la sua principale guida in botanica, e negli indici è nominato anche Teofrasto.
Nella storia dell'arte le fonti greche originali sulle quali si appoggiò furono Duride di Samo, Senocrate di Sicione e Antigono di Caristo. La tradizione attribuisce a Duride gli aneddoti, a Senocrate le informazioni sui successivi sviluppi dell'arte e infine ad Antigono la lista dei lavoratori del bronzo, quella dei pittori e un gran numero di altri dati. Le ultime due fonti si menzionano in relazione a Parrasio, mentre Antigono è menzionato negli indici di XXXIII-XXXIV come scrittore sull'arte toreutica.
Gli epigrammi greci contribuiscono alle descrizioni dei quadri e statue di Plinio. Una delle fonti di minore importanza per i libri XXXIV-XXXV è Eliodoro di Atene, autore di un'opera sui monumenti della città. Negli indici del XXXIII-XXXVI occupa un posto importante Pasitele, autore di una opera in cinque volumi su famose opere d'arte, che probabilmente contiene l'essenza dei trattati greci a lui più vicini nel tempo; ciò nonostante, August Kalkmann nega che Plinio fosse in debito con Pasitele al riguardo, e sostiene che Plinio avrebbe usato l'opera cronologica di Apollodoro di Atene, così come un catalogo contemporaneo di artisti.
La conoscenza di Plinio delle fonti greche fu probabilmente mediata da Marco Terenzio Varrone, che cita spesso. Varrone probabilmente si occupò della storia dell'arte in connessione all'architettura, che era inclusa nelle sue Disciplinae.
Per vari articoli sulle opere d'arte della costa dell'Asia minore e delle isole adiacenti Plinio deve molto al generale, statista, oratore e storico Licinio Muciano, che morì prima del 77. Plinio menziona le opere d'arte collezionate da Vespasiano nel Tempio della Pace e nelle sue altre gallerie, però molte delle sue informazioni a proposito dell'ubicazione di queste opere nella Roma antica si devono alle sue letture e non a osservazioni dirette.
Il principale merito della sua raccolta sull'arte antica, l'unica opera classica di questo tipo che conserviamo, è che si basa sui testi di Senocrate e sulle biografie di artisti di Duride e Antigono, tutte opere oggi perdute. Plinio non mostra un'attitudine particolare per la critica d'arte; ciò nonostante in vari passaggi dà prova di osservazioni indipendenti: ad esempio afferma di preferire il Laocoonte in marmo del palazzo di Tito a tutti i quadri e bronzi del mondo. Nel tempio vicino al Circo Flaminio Plinio ammira l'Ares e l'Afrodite di Scopas, «che basterebbero a rendere rinomato qualsiasi altro luogo». Poi aggiunge: «A Roma le opere d'arte sono moltissime, e inoltre, una eclissa l'altra nella memoria e nonostante la bellezza che possano avere, siamo distratti dal tremendo sforzo che i nostri doveri e obblighi ci impongono. Per ammirare l'arte necessiteremmo di tempo libero e profonda tranquillità».
Lo stile è estremamente vario e discontinuo, anche per influsso delle diverse fonti cui attinge. Prevale un tecnicismo arido e disadorno, mentre nelle digressioni lo stile si fa ricercato e artificioso e il tono si eleva fino all'enfasi declamatoria.

## Traduzioni italiane

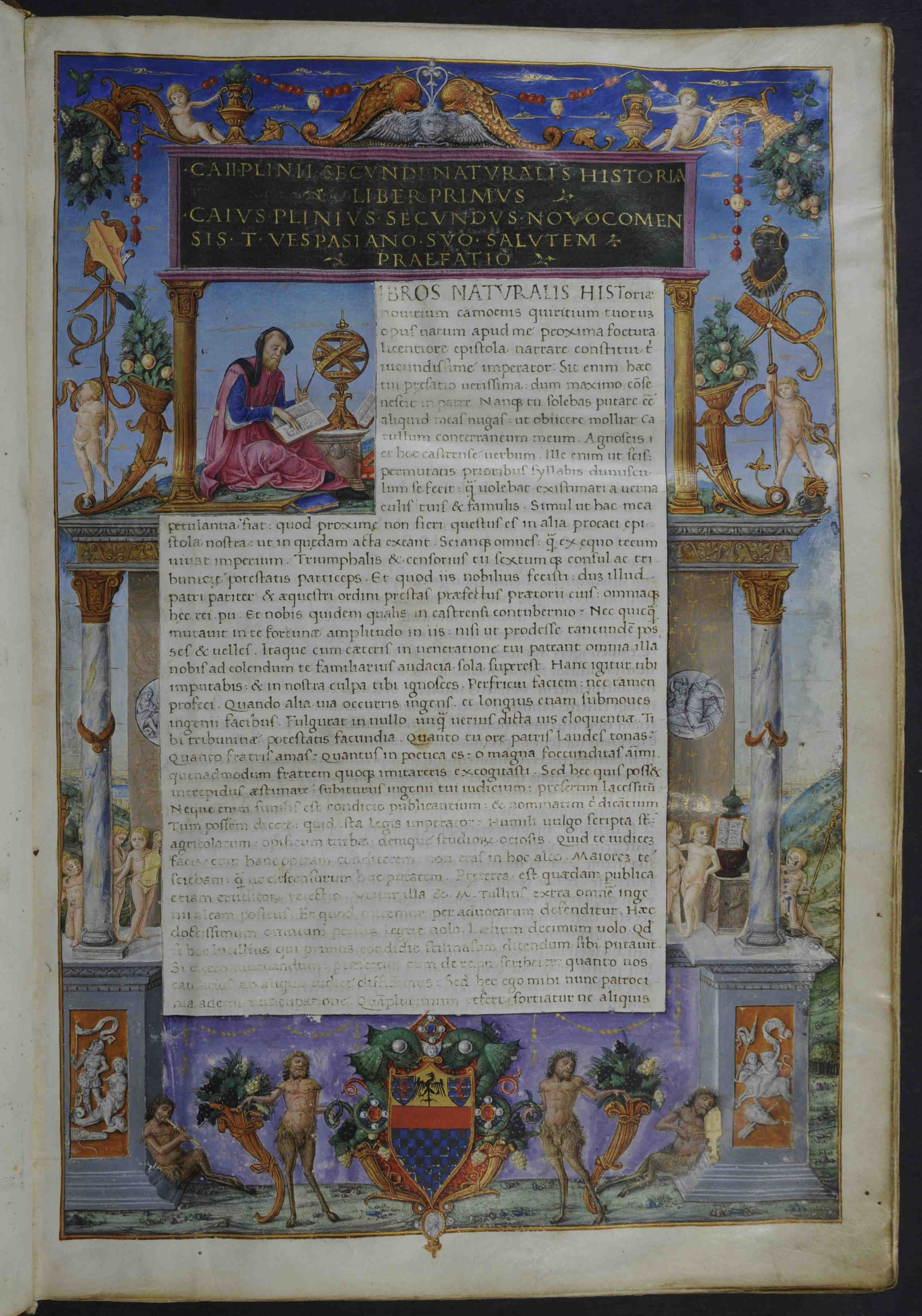
Naturalis historia miniata dal Maestro del Plinio di Giovanni Pico della Mirandola

- Historia naturalis, Venezia, Bartolomeo Zani, 1489.
- Storia naturale, 5 voll. in 6 tomi, Edizione diretta da Gian Biagio Conte con la collaborazione di Giuliano Ranucci, Collezione I millenni, Torino, G. Einaudi, 1982-88
  - I: Cosmologia e Geografia, libri 1-6, Traduzioni e note di Alessandro Barchiesi, Roberto Centi, Mauro Corsaro, Arnaldo Marcone, Giuliano Ranucci, 1982
  - II: Antropologia e Zoologia, libri 7-11, Traduzioni e note di Alberto Borghini, Elena Giannarelli, Arnaldo Marcone, Giuliano Ranucci, 1983
  - III/1: Botanica, libri 12-19, Traduzioni e note di Andrea Aragosti, Roberto Centi, Franca Ela Consolino, Anna Maria Cotrozzi, Francesca Lechi, Alessandro Perutelli, 1984
  - III/2: Botanica, libri 20-27, Traduzioni e note di Andrea Aragosti, Paola Cosci, Anna Maria Cotrozzi, Marco Fantuzzi, Francesca Lechi, 1985
  - IV: Medicina e Farmacologia, libri 28-32, Traduzioni e note di Umberto Capitani e Ivan Garofalo, 1986
  - V: Mineralogia e Storia dell'arte, libri 33-37, Traduzioni e note di Antonio Corso, Rossana Mugellesi, Gianpiero Rosati, 1988